# Itoko Tsuji
Itoko Tsuji (辻 イト子, Tsuji Itoko), née le 3 décembre 1947 à Kishiwada, dans la préfecture d'Osaka, et morte le 24 mai 2021, est une actrice et tarento owarai japonaise. Elle a joué dans de nombreux films, tels que Contes d'Osaka, Bokunchi, et Tokyo Dogs,.
Tsuji est morte dans la préfecture d'Ōsaka le 24 mai 2021, à l'âge de 73 ans, d'un cancer du pancréas.